# Kalmückische Staatliche Universität

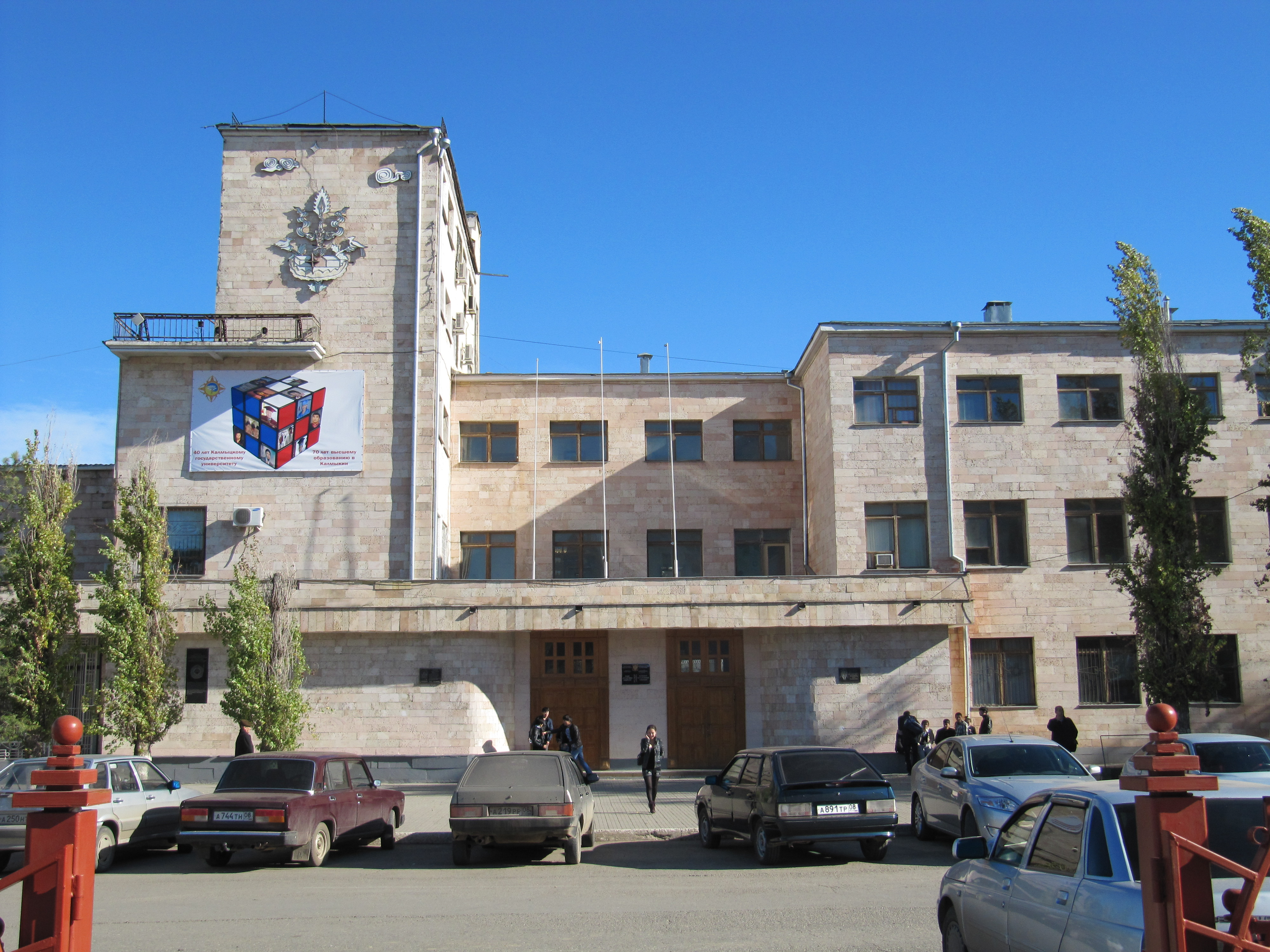
Kalmückische Staatliche Universität (2010)

Die Staatliche Kalmückische Universität (kalmückisch Хальмг улсин ик сурһуль; russisch Калмыцкий государственный университет) in Elista ist die älteste und größte Universität in der Teilrepublik Kalmückien und eine der größten Universitäten in Südrussland. 
Es gibt 7 Fakultäten und ein Institut für kalmückische Philologie und Orientalistik. Die Universität bietet 22 Studiengänge  mit den Abschlüssen Staatsexamen und Fachdiplom (Spezialität), 20 Studiengänge mit den Abschlüssen Bachelor und Master und 18 Studiengänge der mittleren Berufsausbildung an.
Es wird Präsenz- und Fernstudium angeboten.
Die Universität spielt eine Schlüsselrolle im System der Aus-, Weiter- und Umbildung der Fachleute für verschiedene Lebensbereiche der Republik Kalmückien.
Es gibt 7 Gebäude in Elista, und über eins in Baschanta (Kolleg).
2000 wurde die KalmGU mit der Ehrenurkunde des Präsidenten der Republik Kalmückien im Zusammenhang mit dem 30. Jubiläum der Universität, und 2002 mit der goldenen Medaille für den tadellosen geschäftlichen Ruf  vom Russisch-schweizerischen Businessklub ausgezeichnet.
Die Idee, eine Universität in der Republik Kalmückien zu eröffnen, kam schon in den 1920er Jahren auf, konnte aber erst nach der Wiederherstellung der kalmückischen ASSR verwirklicht werden. Schließlich wurde sie 1970 eröffnet. Heute bietet die Universität 8 Fachbereiche und 26 Studiengänge an, hier studieren 6800 Studenten.

## Geschichte
Die Universität wurde 1970 gebildet. 1975 war der erste Absolventenjahrgang. 1991 wurden das Zentrum der postgradualen Weiterbildung der Fachkräfte für die Volkswirtschaft und die Aspirantur gegründet.

## Abteilungen
- Fakultät für Agrarwissenschaften
- Fakultät für Geisteswissenschaften
- Fakultät für Ingenieurwissenschaften und Technologie
- Institut für kalmückische Philologie und Orientalistik
- Fakultät für Mathematik, Physik und Informatik
- Fakultät für Fachausbildung
- Fakultät für pädagogische Ausbildung  und Biologie
- Fakultät für Voruniversitäts- und Ausländerausbildung
- Fakultät für Wirtschaftswissenschaften

## Internationale Kooperation
Es werden internationalen wissenschaftlichen Projekten und Kooperationsprogrammen unterhalten, so bestehen Verbindungen zu Universitäten in Asien, Europa und Amerika. KalmGU ist  der Veranstalter und ein aktives Mitglied der Internationalen Assoziation von staatlichen  Universitäten der Kaspischen Länder, die 46 Universitäten und Forschungseinrichtungen in Russland, Kasachstan, Aserbaidschan, Turkmenistan und Iran vereinigt.
2011–2012 studierten an der Universität 73 ausländische Studenten aus Benin, dem Irak, der Volksrepublik China, Kongo, Mali, dem Tschad, Kirgistan. 28 – auf Staatskosten, 27 – auf eigene Kosten und 18 – als Auszubildende. 2012–2013 studieren an der KalmGU 146 ausländische Studenten, Auszubildende und Doktoranden aus 18 Ländern: Benin, Kongo, Mali, Ghana, China, der Mongolei, Kasachstan, Georgien, Aserbaidschan, Tadschikistan, Kirgisistan, Turkmenistan, dem Irak, Sri Lanka, Vietnam, Deutschland, Litauen und den Vereinigten Staaten.

## Russisch als Fremdsprache
Die kalmückische staatliche Universität hat nicht nur  langjährige positive Erfahrungen in der  Voruniversitätsausbildung der ausländischen Studenten, sondern auch ein gutes Potential für die weitere Entwicklung solcher Aktivitäten. In diesem Zusammenhang war 2012 der Lehrstuhl für Russisch als Fremdsprache und für geisteswissenschaftliche Disziplinen (RKIOD) gegründet.
Der Lehrstuhl RKIOD bietet den Studiengang Russisch als Fremdsprache auf drei Ebenen an: Voruniversitätsstudium, Direktstudium, postgraduales Studium. Folgende Programme des Lehrstuhls stehen den Studierenden zur Verfügung:
- Programm Russisch als Fremdsprache I  zertifiziert;
- Semesterprogramm für Fortgeschrittene (für Studenten der  Mongolischen  staatlichen Universität);
- 10-monatiges Programm für Fortgeschrittene (für Studenten der  Universität der Inneren Mongolei, China).

2012 ist das Programm „Business-Kurs der  russischen Sprache für Anfänger und Fortgeschrittene“ ausgearbeitet.
Zurzeit bietet  die Fakultät für Voruniversitäts- und Ausländerausbildung verschiedene Formen an:
- Vorstudienanstalt für Ausländer;
- Russisch als Fremdsprache;
- einjähriger Studienaufenthalt in Russisch   (für Studenten von   der  Universität der Inneren Mongolei, China);
- einjährige Studienaufenthalte   für Magister und Doktoranden;
- Ausbildung der Ausländer für den Einbürgerungstest;
- Sommersprachschule;
- Business-Kurse  Russisch als Fremdsprache

Die Fakultät verfügt über eine gute materielle Basis: eine Bibliothek, Multimedia-Ausstattung, zwei Computerräume, Audio-, TV- und Videotechnik, Unterrichtscomputerprogramme.
Die Fakultät entwickelt sich dynamisch, vervollkommnet kontinuierlich das System der akademischen, außerunterrichtlichen und erzieherischen Arbeit mit Studierenden: kontrolliert Erfüllung von Studienplänen, entwickelt und verändert Erziehungsarbeitspläne mit Rücksicht auf   neu angekommene Bewerber.
2012 wurde ein Betreuungssystem für die wirksame Arbeit mit ausländischen Studierenden eingeführt. Das alles trägt dazu bei, dass ausländische Studierende sich schneller an neue Lebensbedingungen anpassen. Dieses System hilft bei der Bildung ihrer sprachlichen, kommunikativen und multikulturellen Kompetenzen.

## Internationale Partnerschaft
- Kasachstan
  - Westkasachstanische staatliche M. Utemissow-Universität (Uralsk);
  - Westkasachstanische landwirtschaftliche Žarchin Khan-Universität (Uralsk);
  - Atyrauer staatliche H. Dosmuchamedow-Universität  (Atyrau);
  - Atyrauer  Institut für Öl und Gas (Atyrau);
  - Karagandaer Universität "Bolaschack";
- Kirgistan
  - Bischkecker humanitäre K-Karasajew-Universität (Bischkeck);
- Volksrepublik China
  - Universität der inneren Mongolei (Khuch-Khoto);
  - Khainaner Fachuniversität für Wirtschaft und Business;
- Taiwan
  - Nationale Universität Chenchi  (г. Taipeh);
- Südkorea
  - Universität Korea (Seoul);
- Mongolei
  - Institut für Geschichte bei der Wissenschaftsakademie der Mongolei (Ulan-Bator);
  - Institut für Sprache und Literatur bei der Wissenschaftsakademie der Mongolei (Ulan-Bator);
  - Institut für mongolische Sprache und Literatur MongGU (Ulan-Bator);
  - Khowder staatliche Universität (Khowd)
  - Pädagogische Universität „Gurwan Erdene“(Ulan-Bator);
  - Mongolische staatliche Universität (Ulan-Bator);
  - Mongolische staatliche landwirtschaftliche Universität (Ulan-Bator);
  - Mongolische staatliche Universität  der Ausbildung (Ulan-Bator)
- Indien
  - Bibliothek tibetanischer Werke und Archiven(Dharmsala);
  - Universität Kuvempu (Shimoga-Stadt)
- Bundesrepublik Deutschland
  - Verein Landwirtschaft und ökologisches Gleichgewicht mit Osteuropa (LOGO) (Lienen);
  - Friedrich-Schiller Universität (Jena);
  - Akademie  DEULA;
- Ukraine
  - Kiewer nationale sprachwissenschaftliche Universität;
  - Taurische nationale W.I.Wernadski-Universität;
  - Ost-Ukrainische W.Dahl-Universität;
  - Saporoschjer nationale Universität;
  - Belozerkowsker staatliche landwirtschaftliche Universität;
  - Kriwoj-Roger pädagogisches Institut von der  Kriwoj-Roger nationalen Universität;
- Belarus
  - Belarussische staatliche agrar-technische Universität (Minsk);
  - Grodnoer staatliche landwirtschaftliche Universität;
  - Belarussisch-russische Universität;
  - Belarussische staatliche Universität (Minsk);
  - Belarussische staatliche Wirtschaftsuniversität;
- Aserbaidschan
  - Aserbaidschanische technische Universität;
  - Lenkaraner staatliche Universität;
  - Bakuer slawische Universität;
  - Bakuer staatliche Universität;
- Iran
  - Gorganer Universität für Landwirtschaft und natürliche Ressourcen  (Gorgan);
- Türkei
  - Universität Chatschetepe (Ankara);
  - Istanbuler Universität (Istanbul);
- Slowakei
  - Wirtschaftsuniversität in Bratislava;
- Armenien
  - staatliche Agraruniversität Armenien;
  - Jerewaner staatliche Universität;
  - Jerewaner staatliche linguistische W. Brjussow-Universität;
- Japan
  - Zentrum für das Studium der slawischen Kultur an der Universität Hokkaido (Hokkaido);
- Serbien
  - Universität Pristina;
  - Staatliche Universität von Novy Pazar (Novy Pazar);
  - Universität von Novy Pazar (Novi Pazar);
  - Europäische Universität;
  - Universität Singidunum (Belgrad);
  - Business-Akademie  Novy Sad;
- Ungarn
  - Universität der Technologien und Wirtschaft (Budapest);
  - Universität Obuda;
  - Kolodani Janos-Universität der angewandten Wissenschaften;
- Bulgarien
  - Universität Ruse;
  - Nationale Sportakademie;
  - Europäische polytechnische Universität;
- Australien
  - Allarmenische Internet Universität;
- Thailand
  - Universität Mahasaraham;
- Malaysia
  - Universität Seyns;
- Indonesien
  - Universität Lampung;
- Vietnam
  - Verwaltung der Internationalen Abteilung beim Ministerium für Aus- und Weiterbildung der Republik Vietnam.